# 長者村 (高知県)
長者村（ちょうじゃむら）は、高知県高岡郡にあった村。現在の吾川郡仁淀川町の南端および越知町長者にあたる。

## 地理
- 山岳：鶴松森、鳥形山
- 河川：長者川、黒江川、シロエ谷川

## 歴史
- 1889年（明治22年）4月1日 - 町村制の施行により、長者村・泉村・大植村の区域をもって発足。
- 1954年（昭和29年）7月20日 - 大字長者の一部（堂林）が越知町に編入。
- 1954年（昭和29年）9月1日 - 別府村と合併して仁淀村が発足。同日長者村廃止。